# 성취과제분담모형
성취과제분담모형, 또는 STAD모형(Student teams-achievement divisions)은 교육학에서 사용하는 소집단 학습 모형 중 하나이다.

## 개발
미국 존스 홉킨스 대학의 슬래빈 등이 개발한 학습자 집단학습(Student Team Learning) 프로그램 중 하나로, 집단 구성원들의 역할이 분담되지 않은 공동 학습 구조이자, 개인의 성취가 집단의 점수에 반영되며 이를 토대로 집단에 보상하는 구조이다.

## 방법
성취과제분담모형은 학생들을 4 내지 5명의 소집단으로 조직하되, 사전검사를 통해 집단의 구성원이 이질적인 배경(지식, 인종, 문화자본 등)을 가지도록 한다. 각 소집단은 학습자료에 관한 문제를 해결하는 동안 소집단 구성원끼리 토론, 토의, 협동하며, 구성원 모두가 학습내용을 이해할 수 있도록 한다.
사후평가를 통해 각자 성취도를 평가받지만, 소집단 평가에는 각 개인의 성장점수, 즉 사전검사와 사후검사 사이의 증가폭을 반영한다. 소집단 평가를 중심으로 보상을 지급한다.

## 기대효과
개별적 경쟁에서는 문제에 대한 해결방안을 알고 있는 학습자를 싫어하거나, 해결방안을 모르는 학습자를 기피하는 양상을 보이나, 각 개인의 성장점수를 소집단 평가에 반영할 때에는 서로 비난하거나 기피하는 대신 협동하여 상호 성장하기 위해 노력한다.

## 참고 문헌
- 정명화(1998), 성취과제 분담모형에 관한 이론과 실제, 동의공업대학, 2017년 4월 5일에 확인함.